# Aurora Sanseverino
Aurora Sanseverino (Saponaria, 28 avril 1669 – Piedimonte Matese, 2 juillet 1726) est une aristocrate, poétesse, comédienne et mécène italienne. Femme aux multiples sujets de prédilection et décrite comme « belle, pieuse, pleine de bonté, amatrice de musique et de poésie », elle fait partie des plus importants personnages mondains du royaume de Naples.

## Biographie
Aurora naît au sein de la maison Sanseverino à Saponara (aujourd'hui Grumento Nova, en province de Potenza). Ses parents sont Carlo Maria Sanseverino, prince de Bisignano et comte de Saponara, et Maria Fardella, comtesse de Paceco. Son nom est inspiré d'une peinture de l'époque de Giovanni Ferro, intitulé L'Aurora, qui représente une fille magnifique disséminant des fleurs sur le monde. 
Dès l'enfance, Sanseverino étudie des disciplines variées qui incluent le latin, la philosophie, la peinture et la musique, mais sa vraie passion est la poésie. Sous la pression de son père, elle se marie très tôt, à l'âge de 11 ans, le 25 décembre 1680, avec le comte Girolamo Acquaviva di Conversano, mais seulement quelques années. Il décède ensuite, et elle reste veuve et sans enfants. Elle retourne à Saponara et voyage avec son père à Palerme et Naples. 
Un deuxième mariage est imposé à Sanseverino, avec Nicola Gaetani dell'Aquila d'Aragona, comte d'Alife, duc de Laurenzana et prince du Piémont, le 28 avril 1686. Elle lui donnera deux enfants, Cecilia et Pasquale. L'événement est accompagné d'une cérémonie luxueuse à Saponara, lors de laquelle le père fait organiser un drame pastoral intitulé Eliodoro. Après le mariage, ils déménagent à la demeure du mari à Naples, ville à l'époque reconnue pour son intense activité culturelle. Dans la maison napolitaine, Sanseverino invite des poètes, des musiciens et des peintres, et donne vie à un salon littéraire reconnu, fréquenté par des personnalités telles que Giambattista Vico, Alessandro Scarlatti, Francesco Solimena et Giovanni Vincenzo Gravina. En plus de la littérature, Sanseverino s'adonne à la chasse, participant à des battues sur les monts voisins. 
À la demande de Sanseverino, à côté du palais ducal de la famille Gaetani à Piedimonte, on érige un petit théâtre là où on tenait auparavant les réunions de village. En plus de ce théâtre, la noble dame se lance dans d'autres entreprises bénéfiques : elle fait construire le "Conservatoire des orphelines" de Piedimonte en 1711, qui accueille de nombreuses filles. Elle le finance et l'administration est reliée à la fraternité de Santa Maria Occorrevole. Elle fait aussi ouvrir le "Couvent des Grâces", dans lequel les religieux dispensent une instruction publique pour les filles de la région, et l'église "dell'Immacolata Concezione dei Chierici Regolari Minori". 
Pasquale meurt, et Cecilia décède à son tour en 1710 après avoir donné un enfant à Raimondo di Sangro, futur inventeur et alchimiste influencé par les idées des Lumières. Sanseverino décède en 1726 à l'âge de 57 ans. Elle est enterrée à l'église qu'elle a fait construire.

## Contributions au monde de la culture

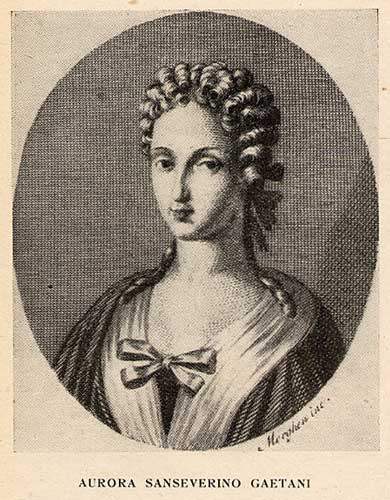
Aurora Sanseverino

En 1691, Sanseverino s'inscrit à l'Académie d'Arcadie de Rome, où elle est prise en charge par Giovanni Mario Crescimbeni et elle compose plusieurs poèmes sous le pseudonyme Lucinda Coritesia. Sanseverino fréquente aussi l'Académie de Rossano, présidée par Giacinto Gimma, où elle rencontre des artistes comme Baldassarre Pisani et Andrea Perrucci. Elle est aussi membre de la Colonia Sebezia de Naples, et de l'Académie de Bra, sous le pseudonyme La Perenne. 
Plusieurs spectacles sont organisés au théâtre qu'elle fait ériger auprès du palais ducal. En 1699, elle joue dans une comédie d'un auteur anonyme intitulée Marte e Imeneo. Le prologue musical est signé par le compositeur Giacomo Antonio Perti, avec qui elle a une longue correspondance épistolaire et amitié artistique. On peut retrouver cette correspondance au Musée international et bibliothèque de la musique de Bologne, dont il est originaire. 
En 1707, on y joue Il Radamisto, un mélodrame de Niccolò Giuvo, un librettiste qui vit dans sa cour et qu'elle finance, et de Nicola Fago. On y organisera d'autres pièces de théâtre comme La Semèle de Giuo, La cassandra indovina de Giuvo et Fago, Aci, Galatea e Polifemo de Georg Friedrich Händel. Cette dernière pièce sera aussi jouée à Naples au palais ducal d'Alvito, pour le mariage de sa nièce Beatrice Tocco Sanseverino avec le duc Tolomeo Gallio Trivulzio, et à nouveau en 1711 au théâtre original pour le mariage de son fils Pasquale. En 1716, le couple Gaetani-Sanseverino organisèrent dans sa résidence napolitaine La gloria di primavera de Giuvo et mis en musique par Alessandro Scarlatti,  à l'occasion de la naissance de l'archiduc Léopold d'Autriche (décédé prématurément à l'âge de sept mois), en présence de la cour vice-royale et de nombreuses autres nobles.
On doit d'autres œuvres au mécénat de Sanseverino, en particulier celles des compositeurs Francesco Mancini, Domenico Sarro, Nicola Porpora, Giuseppe Vignola, Giovanni Paolo de Domenico. Elle est aussi active dans le domaine de la peinture et de la sculpture, et on compte Luca Giordano, Giovan Domenico Vinaccia, Francesco Solimena, Paolo De Matteis et Andrea Belvedere parmi ses protégés. 
Sanseverino est aimée et honorée par bien des personnalités de son époque. En 1700, le théologien et poète Carlo Sernicola dédie à son mari et elle l'œuvre Ossequi poetici et le dramaturge (et cousin) Andrea Perrucci leur dédie un sonnet. Giacinto Gimma la définit comme "une des femmes les plus lettrées de ce siècle" et Bernardo De Dominici la considère comme "une héroïne de notre temps". Le compositeur Giuseppe Avitrano lui rend hommage dans L'aurora, la première de ses 12 sonate a quattro, op. 3 (1713). On a perdu l'essentiel de ce qu'elle a écrit, et gardé seulement quelques sonnets et des extraits de comédies musicales pour témoigner de son activité littéraire. Bien qu'une partie des critiques modernes aient rejeté son travail, l'activité poétique trouvera un écho chez Niccolò Tommaseo, qui la considère parmi les plus touchants qu'il a recueillis.